# Nicolas Portal

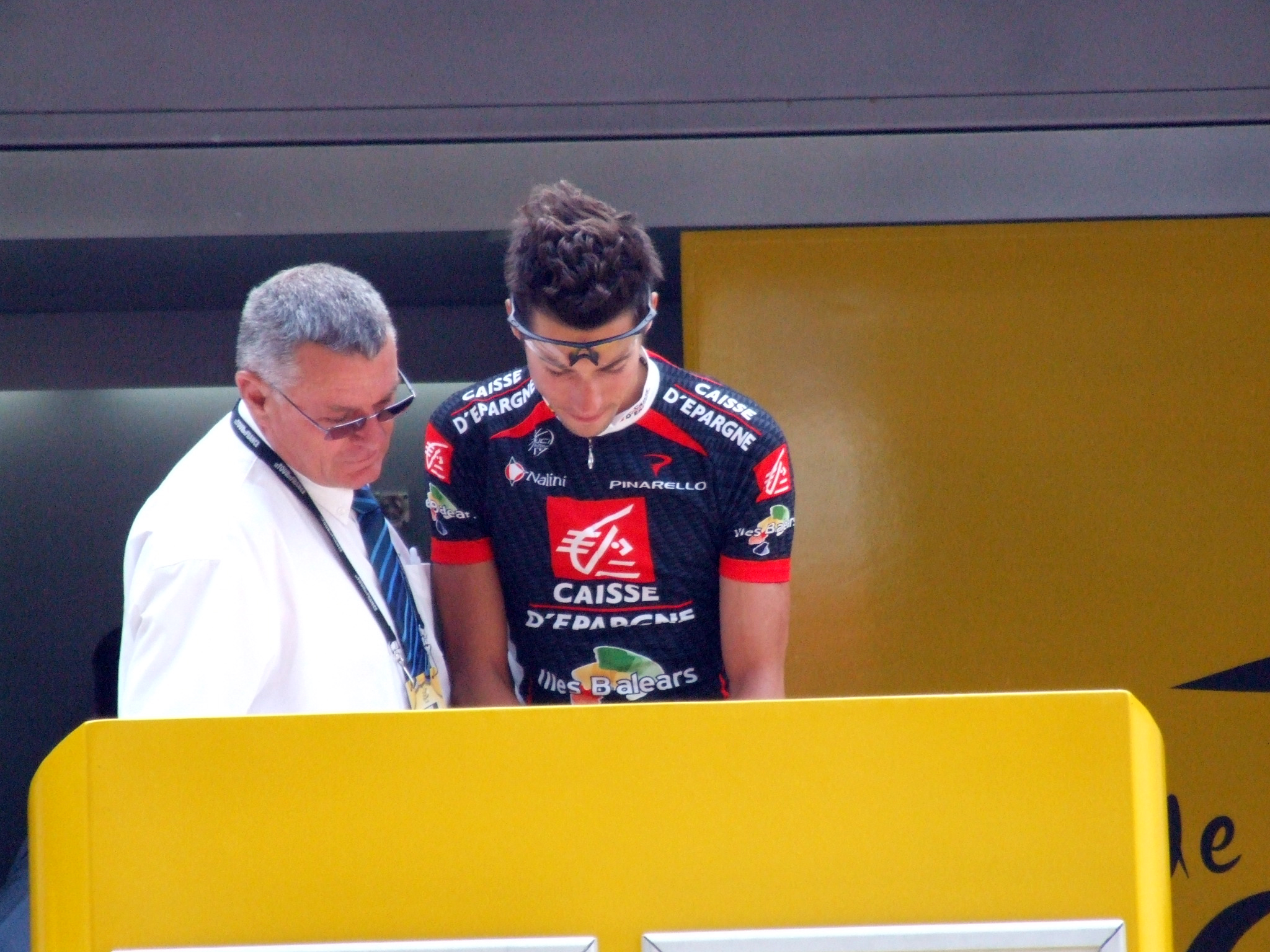

Nicolas Portal, nascido em 23 de abril de 1979 em Auch (Gers) e falecido em 3 de março de 2020 em Andorra-a-Velha (Andorra), foi um ciclista francês da década de 2000, que se tornou diretor desportivo. O seu principal triunfo é uma vitória de etapa no Critérium du Dauphiné Libéré.
Foi diretor desportivo da equipa Team Sky, renomeada Ineos. Durante a sua carreira totalizou uma única vitória individual nos profissionais. Como diretor desportivo, conseguiu oito Grandes Voltas, seis no Tour de France, com Christopher Froome (2013, 2015, 2016, 2017), Geraint Thomas (2018) e Egan Bernal (2019). Falece de uma paragem cardíaca à idade de 40 anos.

## Biografia
Nicolas Portal é o irmão mais novo de Sébastien Portal, igualmente ciclista profissional.

### Carreira
Nicolas Portal começou no ciclismo no BTT, depois é contratado em final de temporada de 2001, como estagiário na equipa francesa AG2R Prévoyance, em 2002 tem os seus começos profissionais em estrada. Durante a sua segunda temporada com a equipa, classifica-se terceiro do campeonato da França de Ciclismo Contrarrelógio por trás de Eddy Seigneur e Stéphane Barthe. Em 2004, impõe-se em solitário durante a terceira etapa do Critérium do Dauphiné liberé. Trata-se da sua única vitória nos profissionais. Em 2006, corre pela equipa espanhola Caisse d'Épargne, onde ocupa um papel de jogador para os seus líderes. Faz parte da equipa que ganha o Tour de France de 2006 com Óscar Pereiro. Em 2009, foi obrigado a parar de competir durante seis mês devido a uma arritmia cardíaca
Alinha em 2010 com a formação Sky, uma nova equipa britânica, onde efectua uma temporada completa antes de pôr um termo à sua carreira de corredor. Durante a sua carreira desportiva, participa no total em sete grandes voltas - seis Voltas a França e uma Volta a Espanha - e termina no top 10 de etapa da Vuelta em três participações. Entre os tempos fortes da sua carreira, tem sido igualmente classificado entre os 10 primeiros à classificação geral das Quatro Dias de Dunquerque e da Tour de Limusino e terminou em 16.º na Paris-Roubaix em 2003.
Após a temporada de 2010, Dave Brailsford, o diretor da equipa Sky, propõe o posto de diretor desportivo ao finalizar a estação.
Durante o Tour de France de 2013, é diretor desportivo em chefe da equipa Sky (sucedendo a Sean Yates que ocupava este papel em 2012). Leva o líder da equipa Christopher Froome à vitória final deste Tour. É citado com frequência como o mais jovem diretor desportivo vencedor do Tour de France enquanto Cyrille Guimard tinha 29 anos durante a vitória de Lucien Van Impe no Tour 1976. Nicolas Portal dirige ainda Christopher Froome durante as suas vitórias do Tour de France de 2015, 2016 e 2017, da Volta a Espanha de 2017 e do Giro d'Italia de 2018. Dirige igualmente Geraint Thomas durante a sua vitória durante o Tour de France de 2018, que Froome termina no terceiro lugar, e Egan Bernal que consegue o Tour de France de 2019 com Geraint Thomas no segundo lugar.

### Óbito
Nicolas Portal falece em 3 de março na Andorra-a-Velha (Andorra), à idade de 40 anos de um ataque cardíaco.

## Palmarés
- 2003
  - 3.º do campeonato da França de contrarrelógio
- 2004
  - 3. ª etapa do Critérium do Dauphiné
- 2005
  - 3. ª etapa da Volta a Castela e Leão (contrarrelógio por equipas)
- 2007
  - 1.ª etapa da Volta à Catalunha (contrarrelógio por equipas, com Caisse d'Épargne)

## Resultados nas grandes voltas

### Tour de France
6 participações :
- 2003 : 82.º
- 2004 : 72.º
- 2005 : 88.º
- 2006 : 100.º
- 2007 : 57.º
- 2008 : 66.º

### Volta a Espanha
1 participação :
- 2002 : 84.º